# カプチノス駅

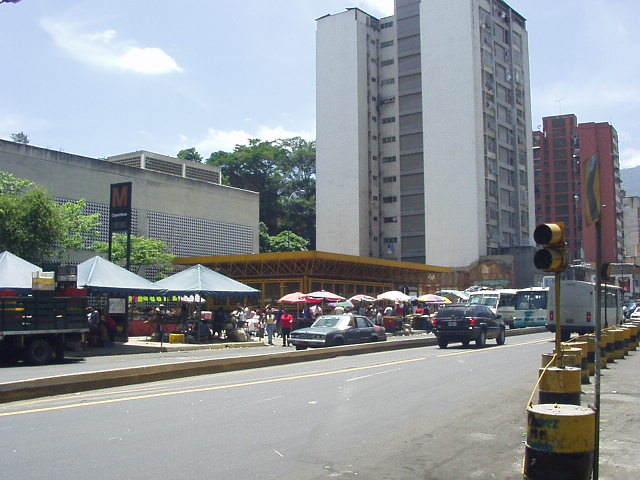
サン・マルティン通りと駅の出口（2004年6月）

カプチーノス駅（カプチーノスえき、Estación Capuchinos）はベネズエラのカラカスにあるカラカス地下鉄2号線と4号線の地下鉄駅である。首都地区リベルタドル市サン・フアン区に位置する。

## 駅の構造

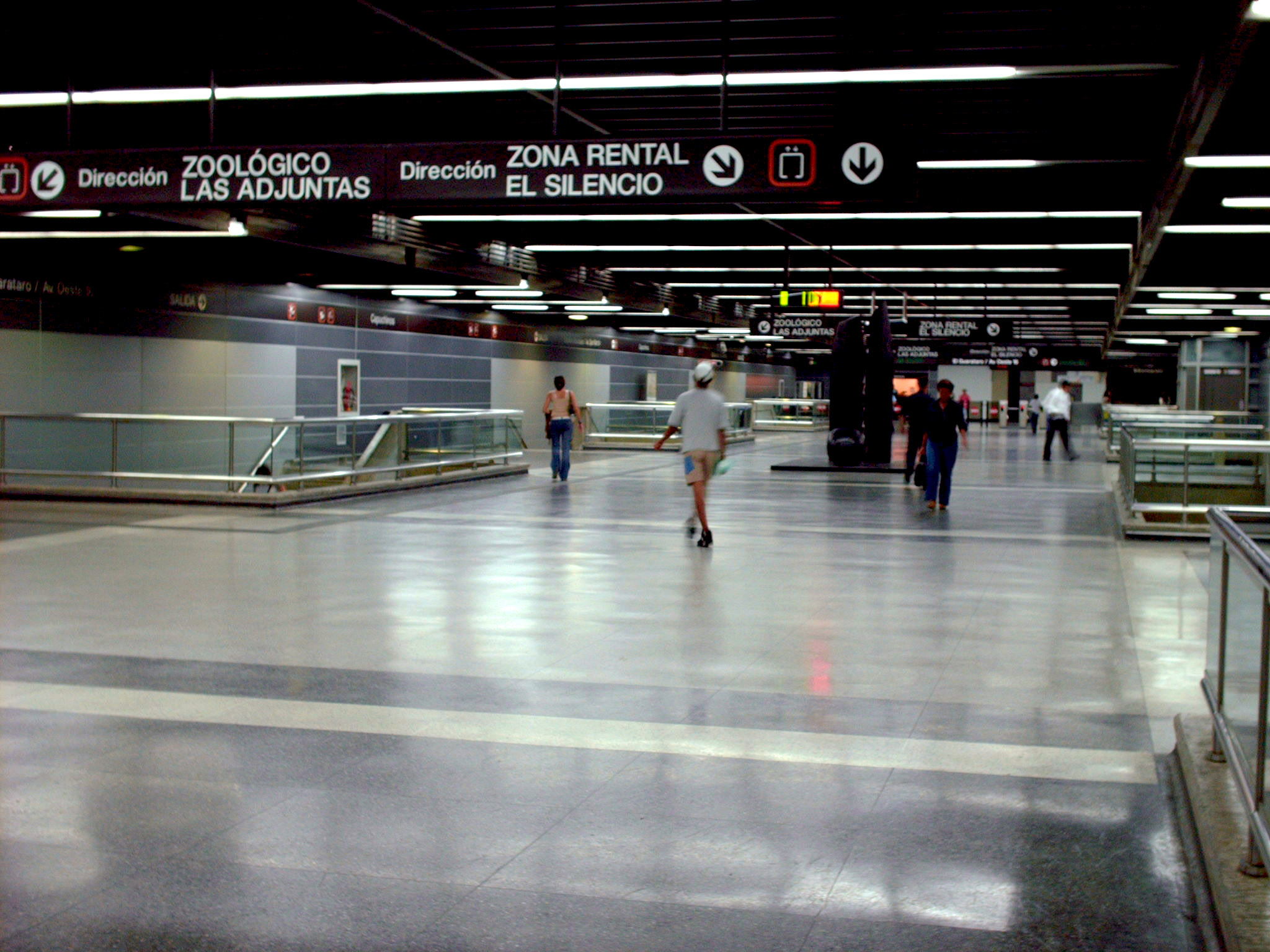
駅構内

地下1階に改札と切符売り場、地下2階に相対式2面2線のホームがある。サン・マルティン通りの下に位置し、出口はこの通りに面して3か所ある。

## 駅の周辺
カラカスの旧市街の南西の端にあたる。駅のそばにカプチーノス広場がある。

## 歴史
- 1988年11月6日 - 2号線の延長によって開業。[1]
- 2006年 - 4号線が開業した。

## 隣の駅
- 2号線 エル・シレンシオ駅 - カプチーノス駅 - マテルニダー駅
- 4号線 カプチーノス駅 - テアトロス駅